# Чемпіонат Європи з футзалу 2018
Чемпіонат Європи з футзалу 2018 — одинадцятий чемпіонат Європи з футзалу, що проходив з 30 січня по 10 лютого в Словенії. У фінальному матчі зустрілись представники Піренейського півострова: Португалія та Іспанія, перемогу з рахунком 3–2 після доданого часу здобули португальці.

## Учасники
На турнір кваліфікувались наступні 12 команд
| Команда     | Метод кваліфікації | Участь | Остання участь | Попередній найкращий результат                     |
| ----------- | ------------------ | ------ | -------------- | -------------------------------------------------- |
| Словенія    | Господарі          | 6      | 2016           | чвертьфінал (2014)                                 |
| Італія      | Переможці групи 1  | 11     | 2016           | чемпіон (2003, 2014)                               |
| Азербайджан | Переможці групи 2  | 5      | 2016           | 4-е місце (2010)                                   |
| Україна     | Переможці групи 3  | 10     | 2016           | віце-чемпіон (2001, 2003)                          |
| Португалія  | Переможці групи 4  | 9      | 2016           | віце-чемпіон (2010)                                |
| Іспанія     | Переможці групи 5  | 11     | 2016           | чемпіон (1996, 2001, 2005, 2007, 2010, 2012, 2016) |
| Казахстан   | Переможці групи 6  | 2      | 2016           | 3-є місце (2016)                                   |
| Росія       | Переможці групи 7  | 11     | 2016           | чемпіон (1999)                                     |
| Франція     | Переможці плей-оф  | 1      | —              | дебют                                              |
| Польща      | Переможці плей-оф  | 2      | 2001           | груповий раунд (2001)                              |
| Румунія     | Переможці плей-оф  | 4      | 2014           | чвертьфінал (2012, 2014)                           |
| Сербія      | Переможці плей-оф  | 6      | 2016           | 4-е місце (2016)                                   |

## Груповий раунд

### Група A
| Поз | Команда      | І | В | Н | П | ГЗ | ГП | РГ | О | Кваліфікація |
| --- | ------------ | - | - | - | - | -- | -- | -- | - | ------------ |
| 1   | Словенія (H) | 2 | 1 | 1 | 0 | 4  | 3  | +1 | 4 | Плей-оф      |
| 2   | Сербія       | 2 | 0 | 2 | 0 | 3  | 3  | 0  | 2 | Плей-оф      |
| 3   | Італія       | 2 | 0 | 1 | 1 | 2  | 3  | −1 | 1 |              |

| 30 січня 2018 18:00 |

| Словенія                      | 2–2      | Сербія                      |
| ----------------------------- | -------- | --------------------------- |
| Фетич 3'42"' Врговець 14'20"' | Протокол | Рамич 17'03"' Томич 39'32"' |

| «Арена Стожиці», Любляна Арбітр: Богдан Сореску (Румунія), Едуарду Фернандіш Коелью (Португалія) |

| 1 лютого 2018 20:45 |

| Сербія        | 1–1      | Італія          |
| ------------- | -------- | --------------- |
| Томич 29'24"' | Протокол | Де Лука 31'42"' |

| «Арена Стожиці», Любляна Арбітр: Марк Бікркетт Англія), Каміл Четін (Туреччина) |

| 3 лютого 2018 20:45 |

| Італія        | 1–2      | Словенія                  |
| ------------- | -------- | ------------------------- |
| Оноріо 3'17"' | Протокол | Осредкар 30'27"', 38'55"' |

| «Арена Стожиці», Любляна Арбітр: Хуан Галлардо (Іспанія), Алехандро Мартінес Флорес (Іспанія) |

### Група B
| Поз | Команда   | І | В | Н | П | ГЗ | ГП | РГ | О | Кваліфікація |
| --- | --------- | - | - | - | - | -- | -- | -- | - | ------------ |
| 1   | Казахстан | 2 | 1 | 1 | 0 | 6  | 2  | +4 | 4 | Плей-оф      |
| 2   | Росія     | 2 | 0 | 2 | 0 | 2  | 2  | 0  | 2 | Плей-оф      |
| 3   | Польща    | 2 | 0 | 1 | 1 | 2  | 6  | −4 | 1 |              |

| 30 січня 2018 20:45 |

| Росія           | 1–1      | Польща        |
| --------------- | -------- | ------------- |
| Чишкала 35'10"' | Протокол | Кубік 39'51"' |

| «Арена Стожиці», Любляна Арбітр: Timo Onatsu (Фінляндія), Седрік Пелісс'є (Франція) |

| 1 лютого 2018 18:00 |

| Польща           | 1–5      | Казахстан                                                                           |
| ---------------- | -------- | ----------------------------------------------------------------------------------- |
| Солецькі 27'56"' | Протокол | Тайнан 2'54"' Оразов 8'56"' Жаманкулов 19'01"' Першин 19'32"' (пен.) Дуглас 36'41"' |

| «Арена Стожиці», Любляна Арбітр: Алехандро Мартінес Флорес (Іспанія), Хуан Галлардо (Іспанія) |

| 3 лютого 2018 18:00 |

| Казахстан      | 1–1      | Росія            |
| -------------- | -------- | ---------------- |
| Дуглас 23'25"' | Протокол | Едер Ліма 1'45"' |

| «Арена Стожиці», Любляна Арбітр: Габор Ковач (Угорщина), Балаш Фаркас (Угорщина) |

### Група C
| Поз | Команда    | І | В | Н | П | ГЗ | ГП | РГ | О | Кваліфікація |
| --- | ---------- | - | - | - | - | -- | -- | -- | - | ------------ |
| 1   | Португалія | 2 | 2 | 0 | 0 | 9  | 4  | +5 | 6 | Плей-оф      |
| 2   | Україна    | 2 | 1 | 0 | 1 | 6  | 7  | −1 | 3 | Плей-оф      |
| 3   | Румунія    | 2 | 0 | 0 | 2 | 3  | 7  | −4 | 0 |              |

| 31 січня 2018 18:00 |

| Португалія                                                                      | 4–1      | Румунія        |
| ------------------------------------------------------------------------------- | -------- | -------------- |
| Педру Карі 3'48"' Фабіу Сесіліу 18'46"' Рікардінью 35'29"' Бруну Коелью 37'00"' | Протокол | Стойка 33'21"' |

| «Арена Стожиці», Любляна Арбітр: Саша Томич (Хорватія), Ондржей Черний (Чехія) |

| 2 лютого 2018 20:45 |

| Румунія                              | 2–3      | Україна                                         |
| ------------------------------------ | -------- | ----------------------------------------------- |
| Савіо Валадарес 4'57"' Ігнат 10'33"' | Протокол | Королишин 19'27"' Педяш 27'50"' Шотурма 39'41"' |

| «Арена Стожиці», Любляна Арбітр: Адмир Захович (Словенія), Владімір Кадиков (Росія) |

| 4 лютого 2018 18:00 |

| Україна                                             | 3–5      | Португалія                                                                                        |
| --------------------------------------------------- | -------- | ------------------------------------------------------------------------------------------------- |
| Разуванов 28'00"' Королишин 31'59"' Шотурма 39'44"' | Протокол | Бруну Коелью 2'18"' Тьяу Бріту 12'22"' Педру Карі 33'13"' Нілсон Мігел 35'30"' Рікардінью 36'16"' |

| «Арена Стожиці», Любляна Арбітр: Седрік Пелісс'є (Франція), Тімо Онатсу (Фінляндія) |

### Група D
| Поз | Команда     | І | В | Н | П | ГЗ | ГП | РГ | О | Кваліфікація |
| --- | ----------- | - | - | - | - | -- | -- | -- | - | ------------ |
| 1   | Іспанія     | 2 | 1 | 1 | 0 | 5  | 4  | +1 | 4 | Плей-оф      |
| 2   | Азербайджан | 2 | 1 | 0 | 1 | 5  | 4  | +1 | 3 | Плей-оф      |
| 3   | Франція     | 2 | 0 | 1 | 1 | 7  | 9  | −2 | 1 |              |

| 31 січня 2018 20:45 |

| Іспанія                                                        | 4–4      | Франція                                                           |
| -------------------------------------------------------------- | -------- | ----------------------------------------------------------------- |
| Адольфо 10'37"' Аїгун 19'30"' (аг) Солано 26'48"' Бебе 37'42"' | Протокол | Мохаммед 8'37"' Алла 16'20"' Мухудін 20'13"' Хіменес 26'13"' (аг) |

| «Арена Стожиці», Любляна Арбітр: Балаш Фаркас (Угорщина), Габор Ковач (Угорщина) |

| 2 лютого 2018 18:00 |

| Франція                                        | 3–5      | Азербайджан                                                              |
| ---------------------------------------------- | -------- | ------------------------------------------------------------------------ |
| Н'Гала 6'59"' Мохаммед 20'05"' Мухудін 39'33"' | Протокол | Болінья 2'26"', 22'02"', 23'30"' Евертон Кардосо 28'56"' Едуардо 37'09"' |

| «Арена Стожиці», Любляна Арбітр: Анджело Галанте (Італія), Алессандро Малфер (Італія) |

| 4 лютого 2018 20:45 |

| Азербайджан | 0–1      | Іспанія      |
| ----------- | -------- | ------------ |
|             | Протокол | Пола 13'21"' |

| «Арена Стожиці», Любляна Арбітр: Володимир Кадиков (Росія), Адмір Захович (Словенія) |

## Плей-оф
|  | Чвертьфінали       | Чвертьфінали       |                     |        | Півфінали | Півфінали |  |  | Фінал | Фінал |
|  |                    |                    |                     |        |           |           |  |  |       |       |
|  | 5 лютого – Любляна |                    |                     |        |           |           |  |  |       |       |
|  |                    |                    |                     |        |           |           |  |  |       |       |
|  | Словенія           | 0                  |                     |        |           |           |  |  |       |       |
|  | Словенія           | 0                  | 8 лютого – Любляна  |        |           |           |  |  |       |       |
|  | Росія              | 2                  |                     |        |           |           |  |  |       |       |
|  | Росія              | 2                  | Росія               | 2      |           |           |  |  |       |       |
|  | 6 лютого – Любляна |                    | Росія               | 2      |           |           |  |  |       |       |
|  |                    | Португалія         | 3                   |        |           |           |  |  |       |       |
|  | Португалія         | Португалія         | 3                   | 8      |           |           |  |  |       |       |
|  | Португалія         |                    | 10 лютого – Любляна | 8      |           |           |  |  |       |       |
|  | Азербайджан        | 1                  |                     |        |           |           |  |  |       |       |
|  | Азербайджан        | 1                  | Португалія          | 3 (дч) |           |           |  |  |       |       |
|  | 5 лютого – Любляна |                    | Португалія          | 3 (дч) |           |           |  |  |       |       |
|  |                    | Іспанія            | 2                   |        |           |           |  |  |       |       |
|  | Сербія             | Іспанія            | 2                   | 1      |           |           |  |  |       |       |
|  | Сербія             | 8 лютого – Любляна |                     | 1      |           |           |  |  |       |       |
|  | Казахстан          | 3                  |                     |        |           |           |  |  |       |       |
|  | Казахстан          | 3                  | Казахстан           | 5 (1)  |           |           |  |  |       |       |
|  | 6 лютого – Любляна |                    | Казахстан           | 5 (1)  |           |           |  |  |       |       |
|  |                    | Іспанія            | 5 (3)               |        | Фінал     | Фінал     |  |  |       |       |
|  | Україна            | Іспанія            | 5 (3)               | 0      | Фінал     | Фінал     |  |  |       |       |
|  | Україна            |                    | 10 лютого – Любляна | 0      |           |           |  |  |       |       |
|  | Іспанія            | 1                  |                     |        |           |           |  |  |       |       |
|  | Іспанія            | 1                  | Росія               | 1      |           |           |  |  |       |       |
|  |                    |                    |                     |        |           |           |  |  |       |       |
|  | Казахстан          | 0                  |                     |        |           |           |  |  |       |       |
|  | Казахстан          | 0                  |                     |        |           |           |  |  |       |       |

### Чвертьфінали
| 5 лютого 2018 18:00 |

| Сербія           | 1–3      | Казахстан                                       |
| ---------------- | -------- | ----------------------------------------------- |
| Райчевич 35'24"' | Протокол | Жаманкулов 6'07"' Тайнан 22'17"' Дуглас 39'37"' |

| «Арена Стожиці», Любляна Арбітр: Каміл Четін (Туреччина), Марк Біркетт (Англія) |

| 5 лютого 2018 21:00 |

| Словенія | 0–2      | Росія                              |
| -------- | -------- | ---------------------------------- |
|          | Протокол | Едер Ліма 26'12"' Робіньйо 39'36"' |

| «Арена Стожиці», Любляна Арбітр: Едуарду Фернандіш Коелью (Португалія), Богдан Сореску (Румунія) |

| 6 лютого 2018 18:00 |

| Португалія | 8–1      | Азербайджан            |
| --- | -------- | ---------------------- |
| Педру Карі 2'05"', 5'43"' Пані Варела 9'40"' Рікардінью 10'31"', 19'32"', 25'31"', 31'15"' Бруну Коелью 24'09"' | Протокол | Евертон Кардосо 0'54"' |

| «Арена Стожиці», Любляна Арбітр: Ондржей Черний (Чехія), Саша Томич (Хорватія) |

| 6 лютого 2018 21:00 |

| Україна | 0–1      | Іспанія      |
| ------- | -------- | ------------ |
|         | Протокол | Пола 17'02"' |

| «Арена Стожиці», Любляна Арбітр: Анджело Галанте (Італія), Алессандро Малфер (Італія) |

### Півфінали
| 5 лютого 2018 18:00 |

| Росія                    | 2–3      | Португалія                                                |
| ------------------------ | -------- | --------------------------------------------------------- |
| Едер Ліма 3'12", 39'11"' | Протокол | Андре Коелью 30'03", 35'44"' Бруну Коелью 39'37", 39'04"' |

| «Арена Стожиці», Любляна Арбітр: Габор Ковач (Угорщина |

| 8 лютого 2018 21:00 |

| Казахстан                                                                   | 5–5      | Іспанія                                                                             |
| --------------------------------------------------------------------------- | -------- | ----------------------------------------------------------------------------------- |
| Тайнан 7'04"' Ігуїта 24'14"' Таку 24'59"' Дуглас 38'41"' Жаманкулов 47'33"' | Протокол | Єсенаманов 15'34"' (аг) Толра 18'42"' Хоселіто 28'08"' Пола 33'01"' Мігелін 42'27"' |

| «Арена Стожиці», Любляна Арбітр: Богдан Сореску (Румунія), Алессандро Малфер (Італія) |

|                 |     | Пенальті              |  |
| Тайнан · Першин | 1–3 | Мігелін · Ортіс · Лін |  |

### Матч за третє місце
| 10 лютого 2018 18:00 |

| Росія             | 1–0      | Казахстан |
| ----------------- | -------- | --------- |
| Едер Ліма 28'51"' | Протокол |           |

| «Арена Стожиці», Любляна Арбітр: Хуан Галлардо (Іспанія), Алехандро Мартінес Флорес (Іспанія) |

### Фінал
| 10 лютого 2018 20:45 |

| Португалія                                               | 3–2 (дч) | Іспанія                   |
| -------------------------------------------------------- | -------- | ------------------------- |
| Рікардінью 00'59"' Бруну Коелью 38'18"', 49'05"' (2пен.) | Протокол | Толра 18'54"' Лін 31'36"' |

| «Арена Стожиці», Любляна Арбітр: Саша Томич (Хорватія), Ондржей Черний (Чехія) |